# Kenny Pavey
Kenneth "Kenny" Steven Pavey (ur. 23 sierpnia 1979 roku w Londynie) – angielski piłkarz grający na pozycji pomocnika w klubie Assyriska FF, występującego w Superettan.